# ثنائي الاتجاه
في علم الحاسوب، يشير ثنائي الاتجاه إلى عملية توفير تحويل من مصدر إلى عرض (تلقائيًا) للعثور على تعيين من المصدر الأصلي وعرض محدث إلى مصدر محدث.

## قراءة إضافية
- جانيس فويغتلاندر، زينجيانغ هو، كازوتاكا ماتسودا، ومنغ وانغ. الجمع بين ثنائية الاتجاه والنحوية الدلالية. المؤتمر الدولي للبرمجة الوظيفية 2010.